# Gerta Pospíšilová
Gerta Pospíšilová (29. srpna 1918 – 13. června 1994) byla česká překladatelka z angličtiny, organizátorka výstav, ředitelka Domu umění v Brně.

## Život
Vystudovala anglistiku na Filozofické fakultě Masarykovy univerzity v Brně. V roce 1970 byla zvolena na post prozatímní ředitelky brněnského Domu umění. De facto udržovala dramaturgii, kterou nastolil Adolf Kroupa, jehož byla původně zástupkyní, ve spolupráci s Jiřím Valochem, který se rekrutoval z pozice člena Mladých přátel Domu umění a od roku 1972 byl v Domě umění zaměstnán jako kurátor. Pospíšilová podporovala mnohé netradiční akce nejen z pozice ředitele, tj. institucionálním a technickým zázemím, ale i osobně, participací na různých landartových projektech a akcích, a rovněž formou návštěv ateliérů. Podstatná byla také její pomoc díky jejím organizačním a překladatelským schopnostem, kdy jako anglistka byla spolu s Jiřím Valochem, vystudovaným germanistou, velmi cenná v překladech zahraničních článků a publikací a také v korespondenčním styku se zahraničními umělci a teoretiky. Výstavní i přednášková činnost Domu umění pod vedením Adolfa Kroupy a posléze Gerty Pospíšilové a v neposlední řadě i Valochovy návštěvy jednotlivých neoficiálních uměleckých komunit a solitérů přispěla v Brně a jeho okolí k obecné informovanosti o aktuálních uměleckých tendencích ve světě. Z kádrových důvodů však nebyla Gerta Pospíšilová pro nadřízené orgány dále akceptovatelná a v roce 1975 byla odvolána a nahrazena pro režim přijatelnějším Miloslavem Doležalem.    

## Překlady z angličtiny (výběr)
- Anglická episoda (Román o anglickém selském povstání z roku 1381), Svoboda, nakladatelství, Praha, 1952
- Mark Twain: Jak jsem se protloukal, Život na Mississippi, Státní nakladatelství krásné literatury a umění, Praha, 1955
- Labyrint (Výbor západních vědecko-fantastických povídek), Státní nakladatelství krásné literatury a umění, Praha, 1962
- Daniel Defoe: Moll Flandersová, Odeon, nakladatelství krásné literatury a umění, Praha, 1963, 1983, 1986.
- Toulouse-Lautrec, Odeon, nakladatelství krásné literatury a umění, Praha, 1968
- Man Ray: Vlastní portrét, Odeon, nakladatelství krásné literatury a umění, Praha, 1968
- Skřipec, Odeon, nakladatelství krásné literatury a umění, Praha, 1971
- Bouřlivá svítání (Vyprávění o lidových buřičích, rebelantech a zbojnících), Albatros, nakladatelství pro děti a mládež, Praha, 1975
- Richard Paul Lohse: Richard Paul Lohse (text k výstavě), 1993